# Maria Grazia Schiavo
Maria Grazia Schiavo (Napoli, 18 luglio 1975) è un soprano italiano.

## Biografia
Diplomata al Conservatorio di San Pietro a Majella, nel corso della sua carriera si specializza inizialmente nel repertorio barocco per poi approfondire il repertorio belcantistico e lirico. Esordisce, nel 1999, nella compagnia teatrale di Roberto De Simone nel suo adattamento de La gatta Cenerentola, di Giambattista Basile.
Nel 2000 vince una borsa di studio indetta dal Conservatorio e dalla Provincia di Napoli.
Ha vinto numerosi Concorsi Italiani tra cui nel 2002 il “Santa Cecilia” di Roma con un programma di cantate di Bach; sempre nel 2002 il Concorso Internazionale di Canto di Clermont Ferrand nelle categorie Opera, con un programma rossiniano, Oratorio e Melodia Francese che ha perfezionato col famoso soprano di coloratura francese Mady Mesplé.
Ha collaborato coi maggiori gruppi di musica antica italiani ed internazionali, tra cui l'Europa Galante di Fabio Biondi, La Risonanza di Fabio Bonizzoni, Orchestra Barocca Cappella della Pietà de' Turchini diretta da Antonio Florio, Les Arts Florissants di William Christie, Accademia Bizantina di Ottavio Dantone.
Ha cantato nei maggiori Festival Internazionali di Musica Antica tra cui il Festival de Saint Denis, il Festival Monteverdi di Cremona, il Festival internazionale di musica barocca di Beaune.
Inoltre si è esibita nei teatri e sedi più prestigiose: Fondazione Gulbenkian di Lisbona, Filarmonica di Varsavia, Cité de la Musique a Parigi, Società del Quartetto di Milano, Teatro Colòn di Buenos Aires, Associazione Scarlatti di Napoli, Accademia di Santa Cecilia e Accademia Filarmonica di Roma, Teatro di San Carlo di Napoli, Teatro dell'Opera di Roma, Teatro Regio di Torino, Festival di Ravello, Palau de las Artes di Valencia, Teatro Valli di Reggio Emilia, Teatro Real di Madrid, Théâtre de la Monnaie a Bruxelles, Teatro La Fenice di Venezia, Theater an der Wien di Vienna, Ravenna Festival, Festival di Pentecoste di Salisburgo, Teatro della Maestranza di Siviglia, Teatro Opera Garnier di Parigi, Festival di Martina Franca, Teatro Massimo di Palermo.
Collabora con la Radio Svizzera Italiana sotto la direzione del M° Diego Fasolis e ha partecipato a numerose registrazioni radiofoniche per Radio Tre Suite, Radio France, Rai2 – Einaudi, RTSI.
Nel 2003 - 2004 è stata Belinda nel Didone ed Enea e ha rivestito diversi ruoli ne Regina delle fate di Henry Purcell al Festival di Ravello; ha interpretato Marioletta ne Il Pulcinella vendicato di Giovanni Paisiello per il Teatro di San Carlo e ha ricoperto il ruolo di Gretel in Hansel e Gretel di Engelbert Humperdinck per il Teatro di San Carlo di Napoli.
È stata Guacosinga nell'Opera “Motezuma” di Gian Francesco de Majo, per la prima volta in esecuzione moderna al Teatro di Aschaffenburg, in Germania.
Ha interpretato il ruolo di Floralba nella “Statira” di Cavalli nella stagione lirica del Teatro di San Carlo sotto la direzione di Antonio Florio.
Per il Festival International de Beaune è stata Rosmira nell'Opera “La Partenope” di Vinci e ha interpretato il ruolo di Selene nella “Didone abbandonata” di Piccinni.
Tra gli impegni del 2006/2007 canta Sandrina ne La Finta Giardiniera di Anfossi in tournée in Francia, Bajazet di Vivaldi con Fabio Biondi in Giappone e in Francia Bajazet di Vivaldi con Fabio Biondi al Teatro La Fenice di Venezia; Stabat Mater di Pergolesi con Ottavio Dantone e l'Accademia Bizantina; Dalinda nell'Ariodante di Haendel con Christophe Rousset al Theater an der Wien; L'Alidoro di Leonardo Leo al Teatro Petruzzelli di Bari e al Teatro Mercadante di Napoli con Antonio Florio.
Nel 2007 partecipa alla prima edizione del Festival MiTo SettembreMusica cantando Monteverdi con l'Accademia d'Arcadia diretta da Diego Fasolis.
Sempre nel 2007 La Vergine dei dolori di Scarlatti con Rinaldo Alessandrini al Théâtre de la Monnaie a Bruxelles e un recital con Ottavio Dantone/Accademia Bizantina a Milano, “La Betulia Liberata”di Mozart con Antonio Florio/Cappella de' Turchini, La Didone di Cavalli con Fabio Biondi, Le Nozze di Dorina di Galuppi al Festival di Potsdam, L'Exultate Jubilate di Mozart al Teatro Real di Madrid.
Inoltre ha interpretato Zerlina nel Don Giovanni diretto da Lorin Maazel, regia di Jonathan Miller, per l'inaugurazione del Palau de las Artes di Valencia. Ed inoltre Annibale in Torino di Paisiello a Torino con Ottavio Dantone e l'Accademia Bizantina; Narcissus di Scarlatti in tournée in Spagna con Fabio Biondi e l'Europa Galante.
Nel Febbraio 2008 ha partecipato alla prima rappresentazione in tempi moderni della Commedia per musica “L'Alidoro” di Leonardo Leo con l'Orchestra Barocca Cappella della Pietà de' Turchini diretta da Antonio Florio, performance registrata a Reggio Emilia in DVD per la Dynamic.
Nel maggio 2008 ha cantato nel teatro Real di Madrid nell'Orfeo di Monteverdi nei ruoli La Musica-Euridice– Proserpina in un'eccellente edizione diretta da William Christie con Les Arts Florissants e la regia di Pier Luigi Pizzi. Anche questa rappresentazione è registrata un DVD Dynamic.
Sempre nel 2008: Orfeo al Teatro Real di Madrid con W. Christie, regia P.L. Pizzi nei ruoli della Musica, Euridice, Proserpina; Adriano in Siria di Pergolesi al Festival di Beaune in forma di concerto, Dir Ottavio Dantone; Ariodante di Handel al Teatro An Der Wien di Vienna, Dir C. Rousset, ruolo Dalinda; Tolomeo di Handel al Teatro Arriaga di Bilbao, Dir Aragon, regia C. Carreres, ruolo Seleuce.
Nel febbraio 2009 partecipa al concerto inaugurale diretto da Riccardo Muti per la riapertura, dopo il restauro, del Teatro di San Carlo a Napoli cantando il “Veni Creator Spiritus” di Jommelli.
Sempre nel 2009 va in tournée col Demofoonte di Jommelli diretto da Riccardo Muti, regia Cesare Lievi, ruolo di Dircea a Salisburgo (Festival di Pentecoste), Parigi e Ravenna. Ottime le recensioni, tra cui quella del prestigioso Financial Times: “luminous, heartfelt singing of Maria Grazia Schiavo as Dircea stood out”.
Inoltre nel 2009: Rinaldo di Handel al Teatro Comunale di Ferrara in forma di concerto dir O. Dantone; Partenope di Vinci alla Maestranza di Siviglia, dir A, Florio, regia G. Tambascio, ruolo di Rosmira.
Scelta dal maestro Riccardo Muti per il Festival di Pentecoste 2010 di Salisburgo.
canta nel ruolo di Amital ne La Betulia Liberata, oratorio giovanile di Wolfgang Amadeus Mozart.
Nel 2010: Dido and Aeneas di Purcell al Teatro la Fenice di Venezia dir. A. Cremonesi, ruolo di Belinda; Betulia Liberata di Mozart al Ravenna Festival e al Festival di Salisburgo, dir R. Muti, regia M.Gandini, ruolo Amital.
Nel 2011 è la volta dell'Olimpiade di Pergolesi al Teatro San Carlo di Napoli, dir. A. de Marchi, regia R. De Simone, ruolo Aristea e del Giulio Cesare di Handel al Teatro Comunale di Ferrara dir O. Dantone.
Il 9 aprile 2011 la popolare trasmissione radiofonica La Barcaccia le ha dedicato un'intera puntata in occasione del suo debutto – con ottimo riscontro di critica - all'Opera di Roma nel ruolo protagonista di Konstanze de Il ratto dal serraglio, che mancava dal teatro romano da 38 anni. La sua carriera mozartiana è proseguita di recente col ruolo di Donna Anna nel Don Giovanni torinese del 2013, diretto da Christopher Hogwood.
Il 5 maggio 2011 ha cantato nello Stabat Mater di Rossini (in precedenza cantato nel Duomo di Orvieto) nella Città del Vaticano di fronte al Presidente della Repubblica Napolitano ed a Papa Benedetto XVI.
Mantenendo le notevoli capacità virtuosisticheche di coloratura derivanti dalla dimestichezza col barocco, la naturale evoluzione della voce l'ha portata nel giugno 2011 al Regio di Torino ad affrontare il ruolo feticcio del melodramma romantico italiano ottocentesco: Lucia di Lammermoor.
Inoltre sempre nel 2011 partecipa alla Los Angeles Opera ad un gala in onore di Placido Domingo ed a Il Marito Disperato di Cimarosa al Teatro San Carlo di Napoli, dir. C. Rousset, regia di Paolo Rossi, ruolo Gismonda.
Nel 2012: canta i Carmina Burana con la Chicago Simphony Orchestra diretta da Riccardo Muti.
Inoltre: Giustino di Handel al Teatro An der Wien dir S. Molardi, ruolo Berenice; Rinaldo di Handel al Teatro Comunale di Ferrara, al Teatro Comunale di Reggio Emilia, al Teatro Alighieri di Ravenna, dir. O. Dantone, regia P. Pizzi, ruolo Almirena; Le Nozze di Figaro al Teatro Lirico di Cagliari, dir Soudant, regia M. Bianchi, ruolo Susanna; Artaserse a Martina Franca, dir. Rovaris, regia G. Lavia, ruolo Mandane; L'Enfant et les sortileges di Ravel al Teatro Massimo di Palermo, dir. Yves Abel, regia L. Cannito.
Negli ultimi anni è stata di nuovo ospite del Festival di Beaune nel ruolo del titolo con la Partenope di Händel e del Festival di Saint Denis per la Messa per l'Incoronazione di Napoleone di Paisiello. Ha cantato ne La festa Cinese di Nicola Conforto con Fabio Biondi a Madrid e a Montpellier.
Nel maggio 2013 è stata la protagonista nel ruolo del titolo de “Il Trionfo di Clelia” di Gluck, opera che inaugurò 250 anni fa (14 maggio 1763) il Teatro del Bibiena di Bologna, oggi noto come Comunale.
Nel novembre 2015 è protagonista al Teatro San Carlo di Napoli de La traviata di Giuseppe Verdi nel ruolo di Violetta, affiancata dal tenore spagnolo Ismael Jordi nel ruolo di Alfredo.
Nel Settembre 2017 approda al Teatro alla Scala nel Tamerlano di Handel interpretando il ruolo di Asteria al fianco di Placido Domingo, spettacolo con la direzione di Diego Fasolis e la regia di David Livermore che vince il Premio Abbiati.
Nel 2018 è Gilda nel Rigoletto del Teatro Massimo di Palermo con la regia di John Turturro.
| Ruoli sostenuti        | Ruoli sostenuti             | Ruoli sostenuti               | Ruoli sostenuti                                                   | Ruoli sostenuti |
| Titolo                 | Autore                      | Ruolo                         | Teatri                                                            |                 |
| ---------------------- | --------------------------- | ----------------------------- | ----------------------------------------------------------------- | --------------- |
| La gatta Cenerentola   | Roberto De Simone           | Cenerentola                   | Napoli                                                            |                 |
| Didone ed Enea         | Henry Purcell               | Belinda                       | Gran Teatro La Fenice (Venezia)                                   |                 |
| Hänsel e Gretel        | Engelbert Humperdinck       | Gretel                        | Teatro Verdi (Salerno)                                            |                 |
| Demofoonte             | Niccolò Jommelli            | Dircea                        | Teatro Dante Alighieri (Ravenna)                                  |                 |
| Motezuma               | Antonio Vivaldi             | Guacosinga                    | Conservatorio della Pietà dei Turchini (Napoli)                   |                 |
| Didone abbandonata     | Niccolò Piccinni            | Selene                        | Cité de la Musiques (Parigi)                                      |                 |
| L'Orfeo                | Claudio Monteverdi          | Euridice/Proserpina/La Musica | Teatro Real de Madrid                                             |                 |
| Il ratto dal serraglio | Wolfgang Amadeus Mozart     | Konstanze                     | Teatro dell'Opera di Roma                                         |                 |
| Moïse et Pharaon       | Gioachino Rossini           | Anai                          | Teatro San Carlo (Napoli)                                         |                 |
| L'Olimpiade            | Giovanni Battista Pergolesi | Asteria                       | Teatro San Carlo (Napoli)                                         |                 |
| Farnace                | Antonio Vivaldi             | Berenice                      | Theater an der Wien (Vienna); Théâtre des Champs-Élysées (Parigi) |                 |
| Giulio Cesare          | Georg Friedrich Händel      | Cleopatra                     | Teatro comunale di Ferrara                                        |                 |

## Discografia

### CD
- 2004: Francesco Cavalli: Statira, Principessa di Persia
- 2005: Giovanni Battista Pergolesi: Stabat Mater, Niccolò Porpora: Salve Regina, Stephanie d'Oustrac, La Capella de'Turchini, Antonio Florio, Eloquentia, EL0505
- 2008: Le Grazie Veneziane. Musica degli Ospedali (Carus)
- 2009: Georg Frideric Händel - Le Cantate Italiane, Vol. 1 - 5
- 2009: Domènec Terradellas: Furor, Stefano Demichelli (clavicembalo), Fuga libera
- 2010: Antonio Cesti: Le disgrazie d'Amore, Auser musici, dir. Carlo Ipata (Hyperion records, CDA67771/2) - 2CD
- 2010: L'Adoratione de' Maggi (Glossa, GCD922601)
- 2010: L'Alidoro (Dynamic, CDS588)
- 2011: Georg Friedrich Händel (attr.): Germanico, Il Rossignolo, dir. Ottaviano Tenerani (SONY/DHM)

### DVD
- 2009: Orfeo (Dynamic, 33598)
  - 2009 Alidoro di Leonardo.Leo (Dynamic 33588)
  - 2009 Didone di Francesco Cavalli (Dynamic 33537)
  - 2013 Partenope di Vinci (Dynamic 33586)